# Perfetti Van Melle
Perfetti Van Melle är ett nederländskt multinationellt konfektyr- och tuggummiproducent som är världens tredje största i sin bransch. De har verksamheter på samtliga sex kontinenter och säljer sina produkter i 150 länder världen över. Bland deras varumärken återfinns Mentos, Chupa Chups, V6 och Stimorol. Perfetti Van Melle ägs av de italienska bröderna Augusto och Giorgio Perfetti.
Företaget grundades 2001 när det italienska Perfetti köpte 63% av den nederländska Van Melle, Perfetti hade redan ägt de andra 37% som de hade börjat köpa redan under 1980-talet.
För 2017 hade de en omsättning på nästan €2,5 miljarder och en personalstyrka på 17 700 anställda. Företaget har sitt huvudkontor i Amsterdam i Nederländerna.